# Institución Ferial de Badajoz
IFEBA o Feria de Badajoz es la Institución Ferial de Badajoz (España), que cada año organiza salones y ferias relacionados con los diferentes sectores económicos, en los que se dan cita las principales empresas para generar relaciones comerciales, multiplicar sus contactos y presentar todas las novedades.

## Descripción
Empezó a operar en 1989. En su primera etapa ocupó unos pabellones en la Avda. de Elvas, cerca al Hospital Regional "Infanta Cristina".
Pertenece al Ayuntamiento de Badajoz, pero está gestionada por una Junta Directiva compuesta de un presidente, un vicepresidente y 17 vocales, en donde tienen representación concejales municipales, empresarios y un representante de la Junta de Extremadura, secretario, interventor y tesorero.

## Recinto
La nueva sede de la Feria de Badajoz (IFEBA) es un edificio para ferias comerciales y centro de congresos inaugurado en 2006 junto al Recinto Ferial de Badajoz.
La diferencia de cota que ofrece aquí el terreno se aprovecha para entrar por debajo del edificio.
La parcela tiene 55.000 m² y la construcción casi 15.000 m². Ésta está formada por un centro de congresos de más de 4.000 m² y una zona de exposición de algo más de 10 000 m².
El presupuesto de esta nueva sede fue de 13.449.050 € incluido el mobiliario y la equipamiento interior, 10.086.787 € aportados por el Fondo Europeo de Desarrollo Regional y 1,3 millones de euros del terreno y otros 2 millones en dinero contable aportados por el Ayuntamiento de Badajoz.
El equipo redactor del proyecto estuvo compuesto por la arquitecta Begoña Galeano y los aparejadores Ramón Crespo y José María Martínez Bueno. Además, hubo asesoramiento técnico exterior.

## Ferias
Entre las múltiples actividades que se llevan a cabo en las instalaciones de IFEBA, existe un calendario de ferias fijas que se celebran todos los años.
- Feria de los Mayores.[1]
- Feria de la Belleza, Cosmética y Salud.[2]
- Feria del Mueble y la Decoración.[3]
- ECUEXTRE - Feria del Caballo y del Toro.[4]
- FECIEX - Feria de la Caza, Pesca y Naturaleza Ibérica.[5]
- FEHISPOR - Feria Hispano Portuguesa.[6]
- IBEROCIO - Feria de la Infancia y la Juventud.[7]

## Accesos
El acceso a IFEBA se realiza desde la Avda. de Elvas, a través de la glorieta de entrada al recinto ferial, al parque de ocio AQUA Badajoz (anteriormente conocido como Lusiberia) y a la Autovía del Suroeste A-5.
En cada feria fija se pone un servicio de autobuses urbanos, generalmente gratuito, que une el centro de la ciudad con el recinto de Feria de Badajoz.